# Tanjung Menang (Tanjung Tebat)
Tanjung Menang is een bestuurslaag in het regentschap Lahat van de provincie Zuid-Sumatra, Indonesië. Tanjung Menang telt 1287 inwoners (volkstelling 2010).